# Площадь Адама Мицкевича (Познань)

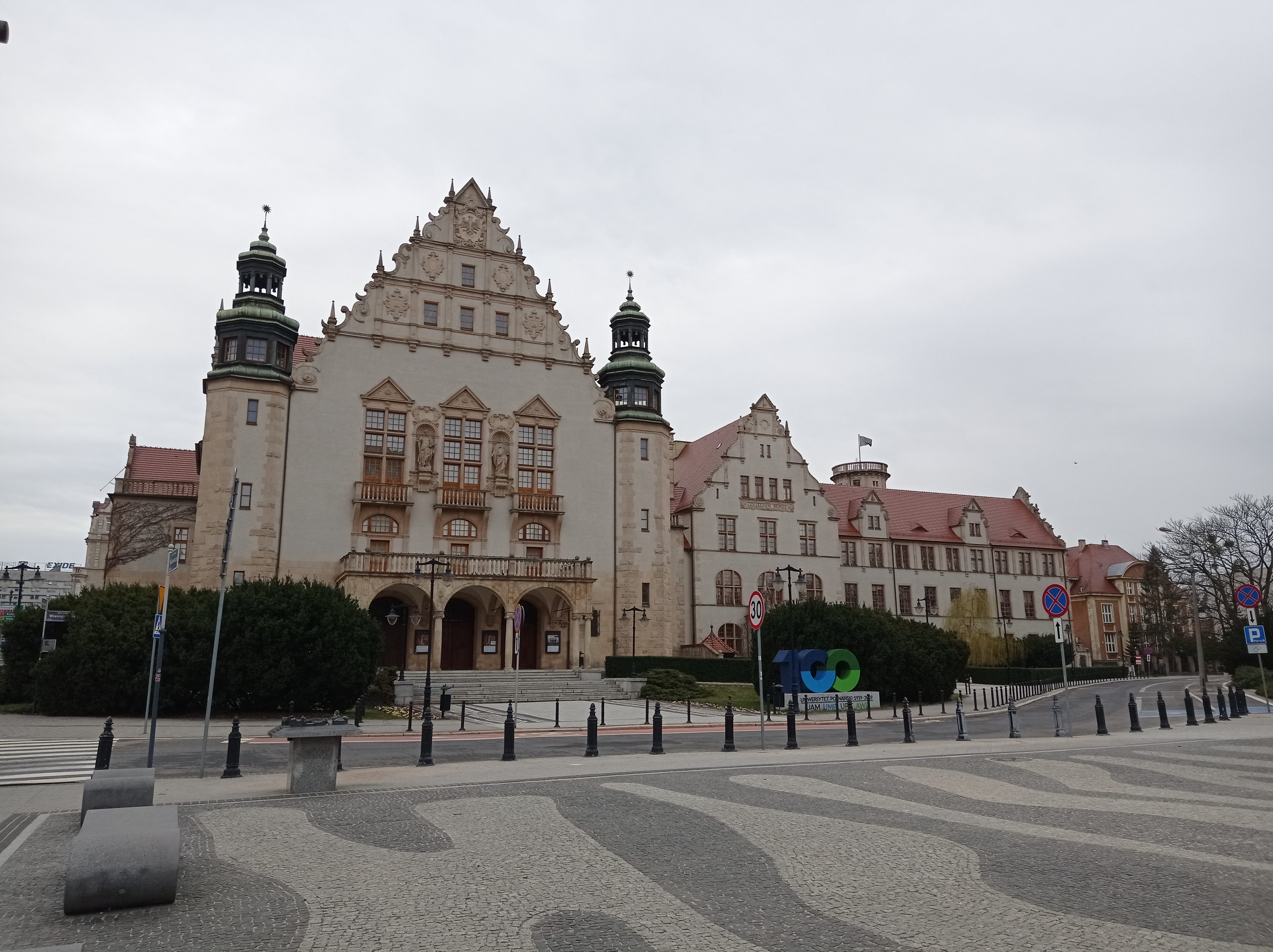
Collegium Minus ― здание Университета Адама Мицкевича

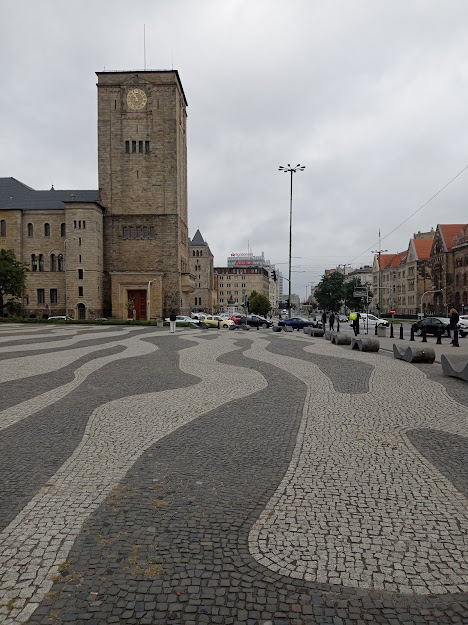
Площадь Адама Мицкевича и Императорский замок

Площадь Адама Мицкевича (пол. Plac Adama Mickiewicza) ― главная площадь Императорского района города Познань.

## История
Площадь, как и вся окружающая её городская планировка, была построена на месте ликвидированных укреплений Познанской крепости в 1904 году после того, как император Вильгельм II Гогенцоллерн назначил «Королевскую комиссию по расширению Познани». Площадь была спроектирована немецким архитектором и градостроителем Йозефом Штюббеном.
До 1919 года на площади стоял памятник Отто фон Бисмарку. В 1932—1939 годах на его месте находился Памятник Пресвятого Сердца Иисуса.
В 1945 году площадь Адама Мицкевича была переименована в площадь Сталина. Такое название площади было впервые опубликовано в журнале «Głos Wielkopolski» в марте 1945 года. В 1956 году, после событий Познанского июня, жители Познани требовали неотложной ликвидации всех названий улиц, площадей, парков и фабрик, носящих фамилию Иосифа Сталина. 8 января 1957 года, по инициативе познанского историка искусств Зджислава Кемпинского, площадь Сталина была переименована обратно в площадь Адама Мицкевича.

## Объекты
- Памятник Адаму Мицкевичу[6]
- Памятник жертвам Познанского июня 1956 года[7]
- Парк Адама Мицкевича[8]

## Антитеррористические скамейки

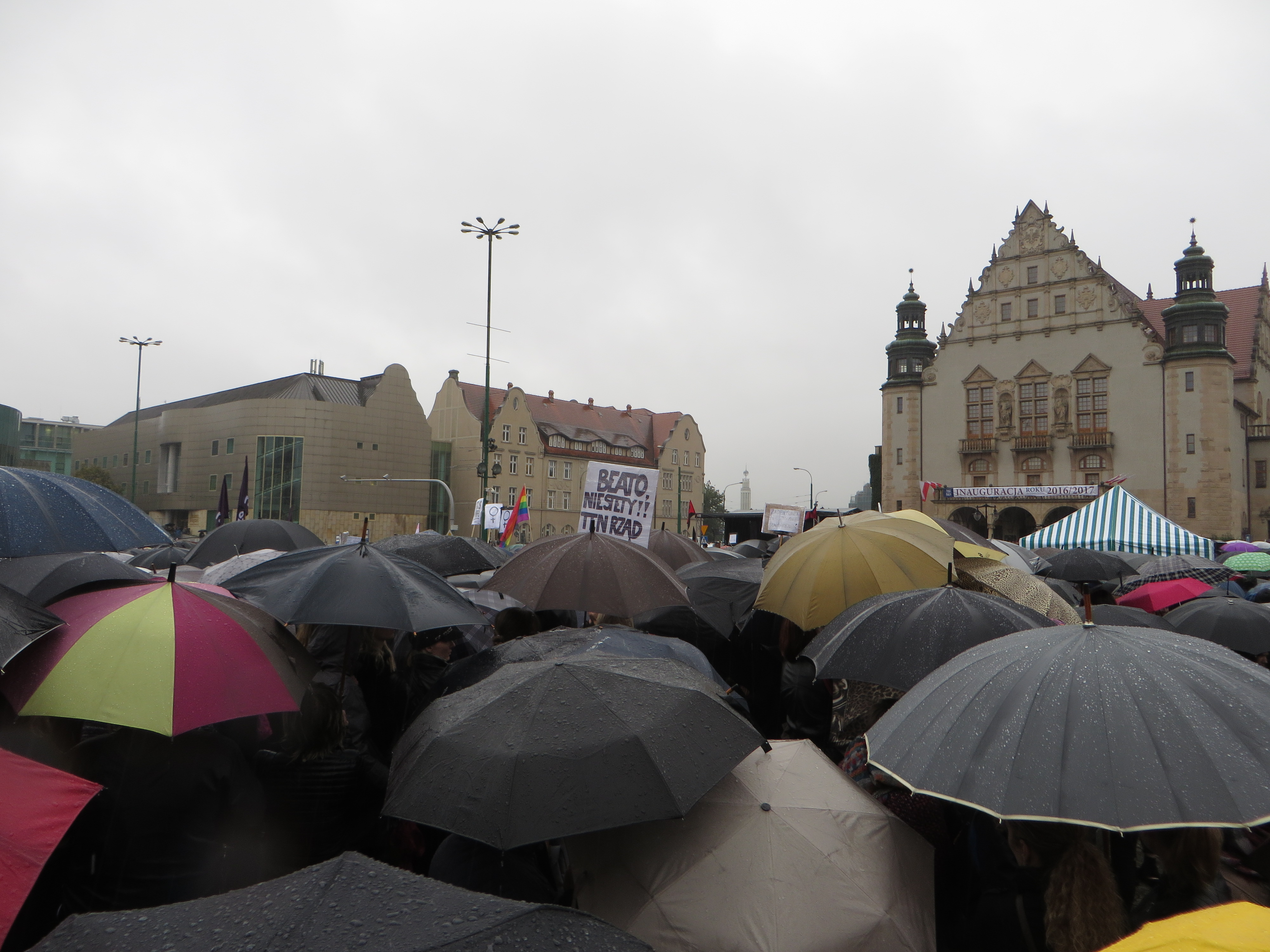
«Чёрный протест» на площади Мицкевича

Площадь Мицкевича ― место частых гуляний и массовых мероприятий. Площадь была обозначена полицией, как одно из мест, требующих повышенной безопасности. Таким образом площадь Мицкевича стала ещё одним местом, после улицы Полвейской, где город внедрил решения, защищающие от неожиданного въезда транспортных средств в толпу людей ― в 2018 году на площади было установлено 12 бетонных скамеек, весом 800 кг каждая. Скамейки были произведены в Италии, по проекту Давида Стрембицкого. Они носят как функциональный, так и эстетический характер.